# 松波正春
松波 正春（まつなみ まさはる、寛文5年（1665年） - 延享元年6月2日（1744年7月11日））は、江戸時代中期の旗本。通称は勘四郎、三郎兵衛、甚兵衛。官名は筑後守。書院番三宅政広の三男。『寛政重修諸家譜』に収める松波家の系譜によれば、戦国大名斎藤道三（前名・松波庄九郎）の子、松波政綱の子孫だという。

## 経歴
小普請松波正次の末期養子として家督を継ぐ。桐間番として養父の500石が与えられた。宝永元年（1704年）に小納戸、同6年（1709年）に書院番に転じる。享保3年（1718年）、徒頭に昇進して布衣を許される。同9年（1724年）には目付となり、2年後に行われた8代将軍徳川吉宗による「小金原御鹿狩」の責任者となった。
同13年（1728年）に小普請奉行、翌年には勘定奉行に任命され、当時幕府領であった甲府城で発生した甲府城御金蔵事件の糾明にあたった。元文元年（1736年）、大岡忠相の後任として江戸南町奉行に就任し、前任者の大岡の跡を継ぐ形で元文の改鋳の諸作業や、寺社奉行となった大岡らと共に『公事方御定書』の改訂に参画するなどの功績がある。
同4年（1739年）には大目付兼宗門改役に任ぜられて500石を加増されるが、在任中に死去した。